# Parlamento da Irlanda

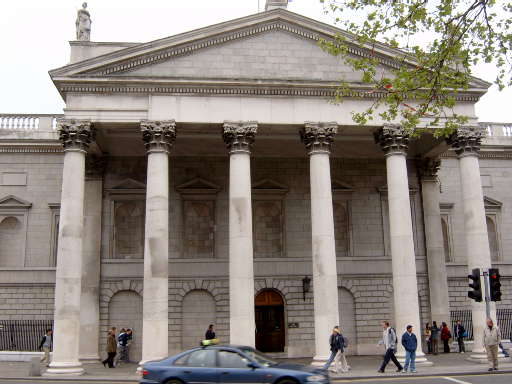
A frente do Parlamento Irlandês em Dublin.

O Parlamento da Irlanda foi criado com o intuito de possuir uma representação de sua população perante a Coroa britânica e é também uma forma que encontraram para não se submeterem diretamente ao Parlamento inglês.